# 市议会 (比利时)
在比利时，市议会（荷蘭語：gemeenteraad）是市镇一级的立法机构。市议会由市民在市议会选举中直接选出的议员、市长和市政官组成。市长和市政官组成市镇行政机构称为市长和市政官理事会（弗拉芒大區和布鲁塞尔首都大区）或市镇理事会（瓦隆大区）。